# James Henry Monk
James Henry Monk (12 décembre 1784 - 6 juin 1856) est un théologien et évêque anglican et un universitaire anglais.

## Biographie
Il est né à Buntingford, Hertfordshire. Il fait ses études à la Norwich School, à la Charterhouse School et au Trinity College de Cambridge, et en 1809, il est élu professeur Regius de grec à la suite de Richard Porson. L'établissement des tripos classiques est en grande partie dû à ses efforts. En 1822, il est nommé doyen de Peterborough et en 1830, évêque de Gloucester (avec lequel le siège de Bristol est fusionné en 1836). 
Il prend son siège à la Chambre des Lords en juillet 1831.
Il est surtout connu comme l'auteur de Life of Bentley (1830) et comme rédacteur (avec Charles James Blomfield) de Porson's Adversaria (1812).

## Source
- (en) « James Henry Monk », dans Encyclopædia Britannica [détail de l’édition], vol. 18, 1911 (lire sur Wikisource), p. 724.mars 2025